# Northrop/McDonnell Douglas YF-23
Northrop / McDonnell Douglas YF-23 — прототип американского многоцелевого истребителя пятого поколения, разработанный компаниями Northrop Grumman и McDonnell Douglas. 
YF-22 и YF-23 конкурировали в проекте перспективного многоцелевого истребителя пятого поколения для замены F-15 Eagle.
Всего было построено два экземпляра — «Чёрная вдова II» (англ. Black Widow II) и «Серый призрак» (англ. Grey Ghost). Прототип YF-23 проиграл в конкурсе YF-22, поступившему на вооружение ВВС США в 2005 году.

## История разработки

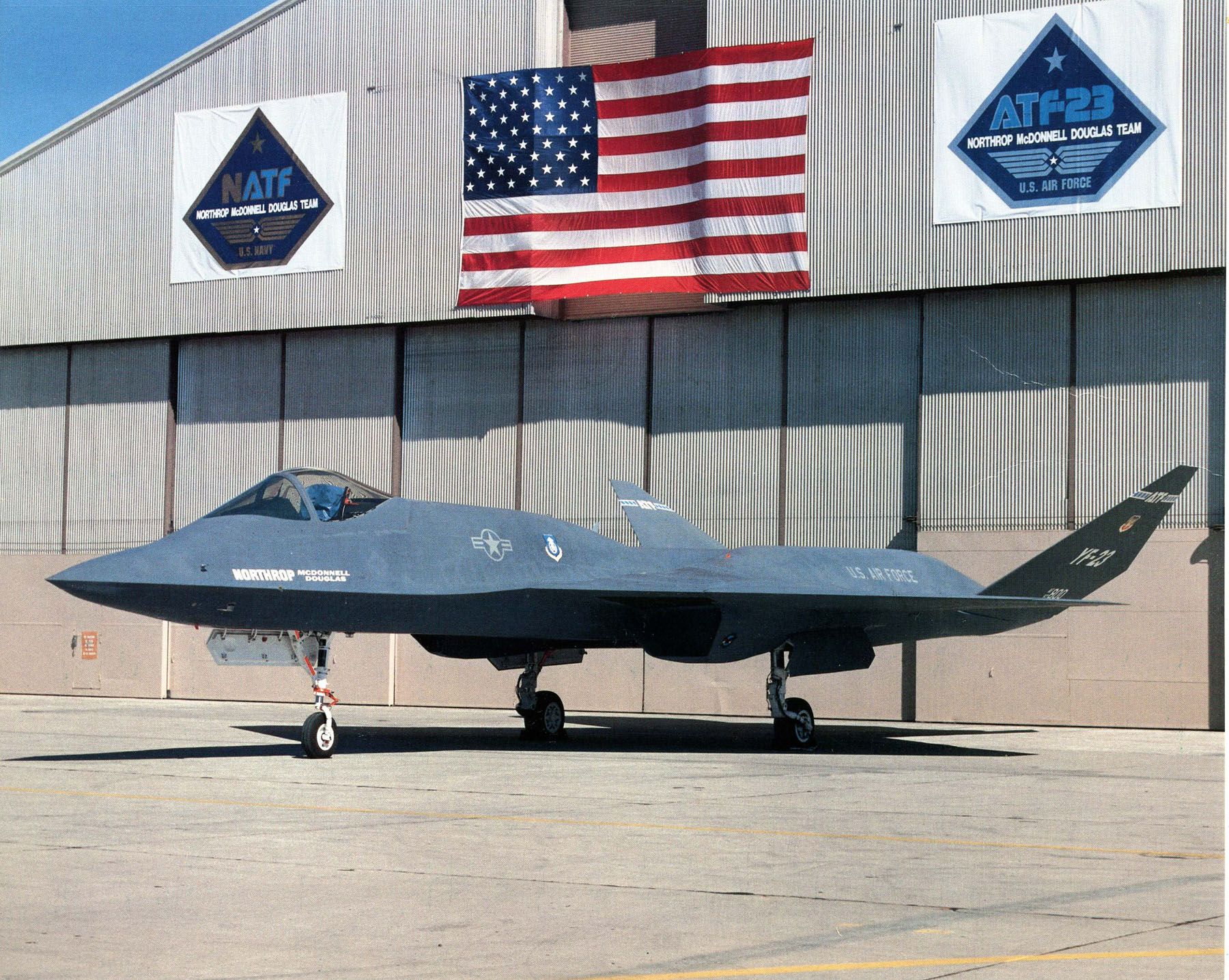
прототип YF-23

Прототип YF-23 разрабатывался с учётом требований ВВС США к повышенной боевой живучести, малозаметности, возможностям полёта на сверхзвуковой скорости без использования форсажа и простоте обслуживания. Первостепенной задачей было снижение радиолокационной заметности самолёта, Нортроп опиралась на свой опыт создания стратегического бомбардировщика B-2 Spirit и истребителя F/A-18 Hornet. 
Несмотря на то, что самолёт обладает передовым дизайном, в целях сокращения стоимости были использованы некоторые компоненты истребителя F-15.
Профиль самолёта напоминает профиль высокоскоростного разведчика SR-71 компании Локхид-Мартин.
Двигатели YF-23 лишены управляемого вектора тяги, что снижает манёвренные характеристики самолета, однако, благодаря этому снижается масса конструкции, а также достигается большее снижение ИК-заметности самолёта.
Прототипы «Black Widow II» и «Gray Ghost» отличают двигатели — на первом прототипе установлен двигатель Pratt & Whitney YF119, на втором — General Electric YF120, которые участвовали в конкурсе на двигатель для истребителя пятого поколения. Оба YF-23 были выполнены в конфигурации, определённой техническим заданием ВВС США. 

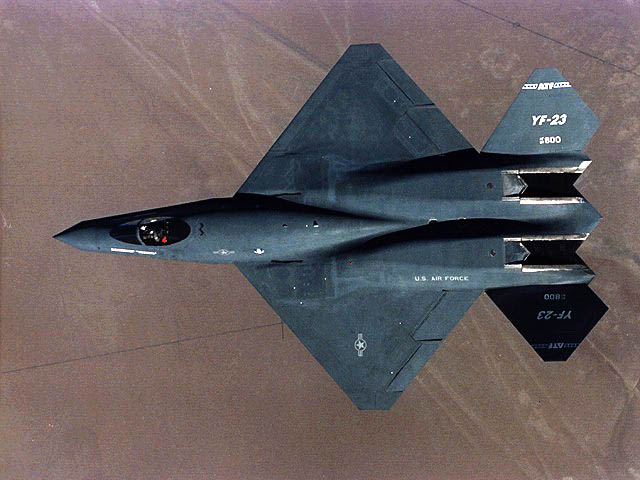
YF-23 в полете

«Black Widow II» совершил первый полёт 27 августа 1990 года, «Gray Ghost» первый раз поднялся в воздух 26 октября 1990 года. 
YF-23 выполнил 50 испытательных полётов, общей длительностью 65,2 часа.
YF-23 с двигателем P&W (Black Widow II) впервые выполнил полёт на сверхзвуковой скорости без использования форсажа 18 сентября 1990 года, достигнув при этом скорости, равной 1700 км/ч, что соответствует 1,43 М. Второй YF-23 (Gray Ghost) с двигателями GE достиг скорости 1900 км/ч (М=1,6) 29 ноября 1990 года.
YF-22 выиграл конкурс в апреле 1991 года. YF-23 обладал лучшими скоростными характеристиками и лучшей малозаметностью, однако YF-22 был более сбалансирован — он обладал довольно высокой манёвренностью, благодаря двигателю с управляемым вектором тяги, а также рассматривался в качестве палубного истребителя.
Проиграв конкурс, самолёты YF-23 были переданы исследовательскому центру НАСА на авиабазу Эдвардс в штате Калифорния без двигателей. Оба самолёта находились на хранении до середины 1996 года, после чего они были переданы в музеи. YF-23A «Black Widow II» в настоящее время выставлен в Национальном музее ВВС США в Дейтоне, штат Огайо. Второй прототип «Gray Ghost» в 2004 году был передан в аренду музею «Western Museum of Flight» и используется в демонстрационных целях.

## Тактико-технические характеристики
Некоторые характеристики являются расчётными.
 Источники данных.

### Технические характеристики
- Экипаж: 1 человек
- Размах крыла: 13,29 м
- Длина самолета: 20,54 м
- Высота самолета: 4,24 м
- Площадь крыла: 87,80 м²
- Масса:

- БРЭО: 858 кг
- Пустого: 14970 кг
- Нормальная взлётная: 26516 кг (100 % топлива)
- Боевая: 23327 кг (52 % топлива)
- Максимальная взлётная: 29000 кг
- Нагрузка:

- Нормальная: 1116 кг (6+2 УР)
- Максимальная: 10370 кг
- Топливо: 8600 кг
- ПТБ: 8000 кг

- Нагрузка на крыло:

- боевая (6+2 УР, 52 % топлива): 266 кг/м²
- при нормальной взлётной массе: 302 кг/м²
- при максимальной взлётной массе: 387 кг/м²

- Тип двигателя:

- «Black Widow II»: 2 х ТРДДФ Pratt & Whitney YF119

- Статическая форсированная тяга: 13900 кгс (15876 кгс на серийном F119)

- «Gray Ghost»: 2 x ТРДДФ General Electric YF120

- Тяговооружённость:

- боевая (6+2 УР, 52 % топлива): 1,19 (на серийном 1,36)
- при нормальной взлётной массе: 1,05 (на серийном 1,20)
- при максимальной взлётной массе: 0,96 (на серийном 1,09)

### Лётные характеристики
- Максимальная скорость: 2300 км/ч (М=2,2)
- Максимальная бесфорсажная скорость: 1700 км/ч (М=1,6)
- Крейсерская скорость: 950 км/ч (М=0,9)
- Боевой радиус: 1300—1500 км
- Практический потолок: 20000 м
- Максимальная эксп. перегрузка: +6 G
- Потребная длина ВПП: 915 м

### Авионика
- РЛС с АФАР APG-77 (РЛС F-22)
  - Максимальная дальность обнаружения: до 210 км (по другим данным до 270—300 км)
  - Масса: 553,7 кг
  - Потребляемая мощность: 16533 Вт
  - Объем: 0,565  м³
  - Расход охлаждающего воздуха: 4,38 кг/мин
  - Расход охлаждающей жидкости: 33,9 л/мин
  - Диаметр АФАР: 0,813 м
  - масса: 219,1 кг
  - Объём: 0,275 м³
  - Рассеиваемая мощность: 8278 Вт
  - Расход охлаждающей жидкости: 11,3 л/мин

### Вооружение
- Пушечное: 1×20-мм авиационная пушка M61 Vulcan
- Ракетное:
  - УРВВ 4-6×AIM-120 AMRAAM или AIM-7 Sparrow
  - УРВВ 4×AIM-9 Sidewinder

## Галерея

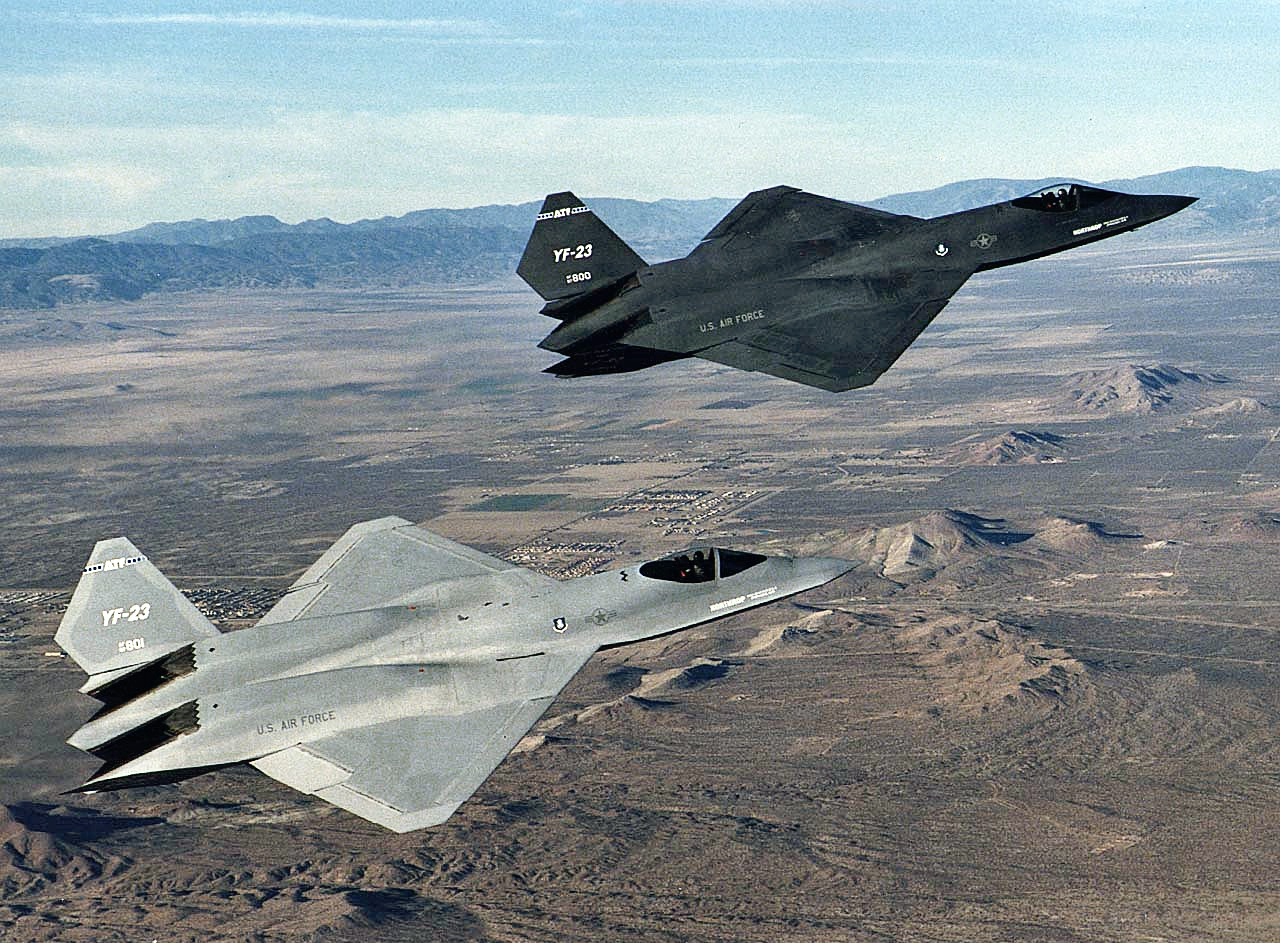
Пара Northrop YF-23
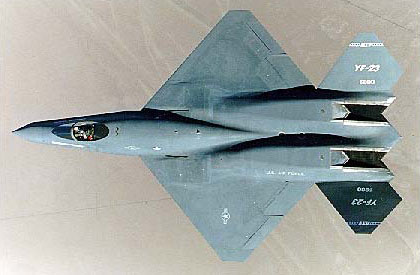
Northrop-McDonnell Douglas YF-23, вид сверху
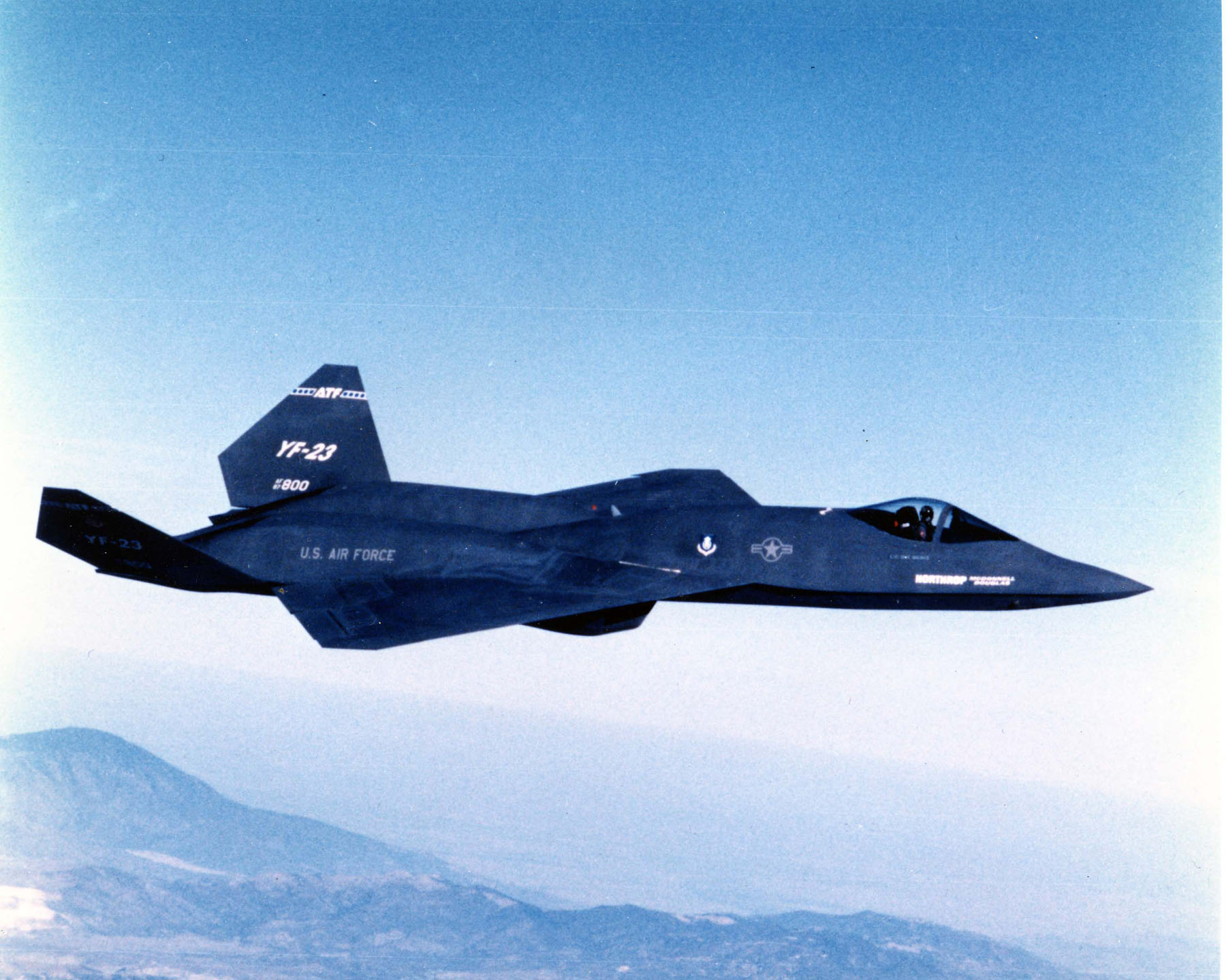
Northrop-McDonnell Douglas YF-23, вид справа
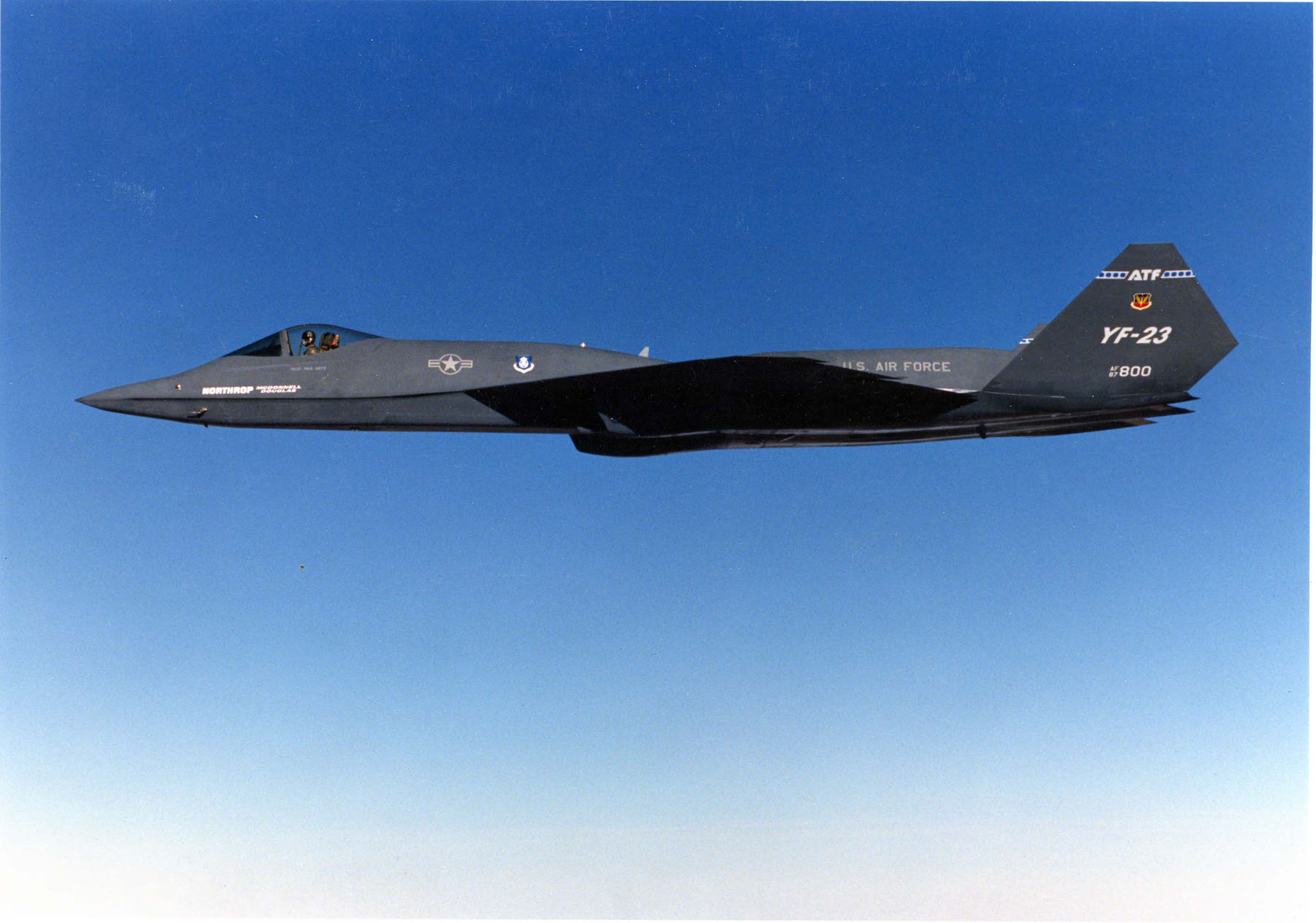
Northrop-McDonnell Douglas YF-23, вид слева
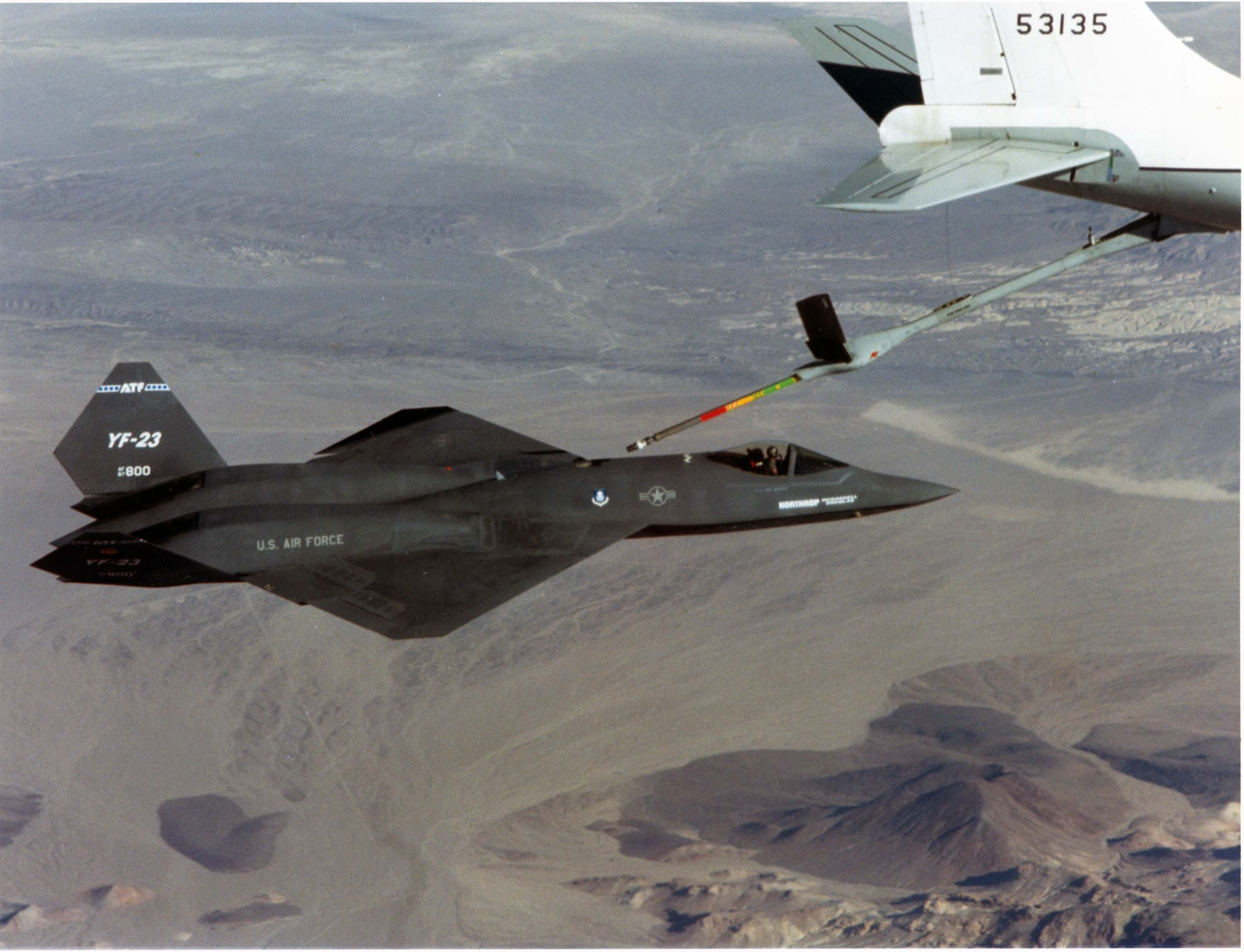
Дозаправка в воздухе YF-23 «Black Widow II»
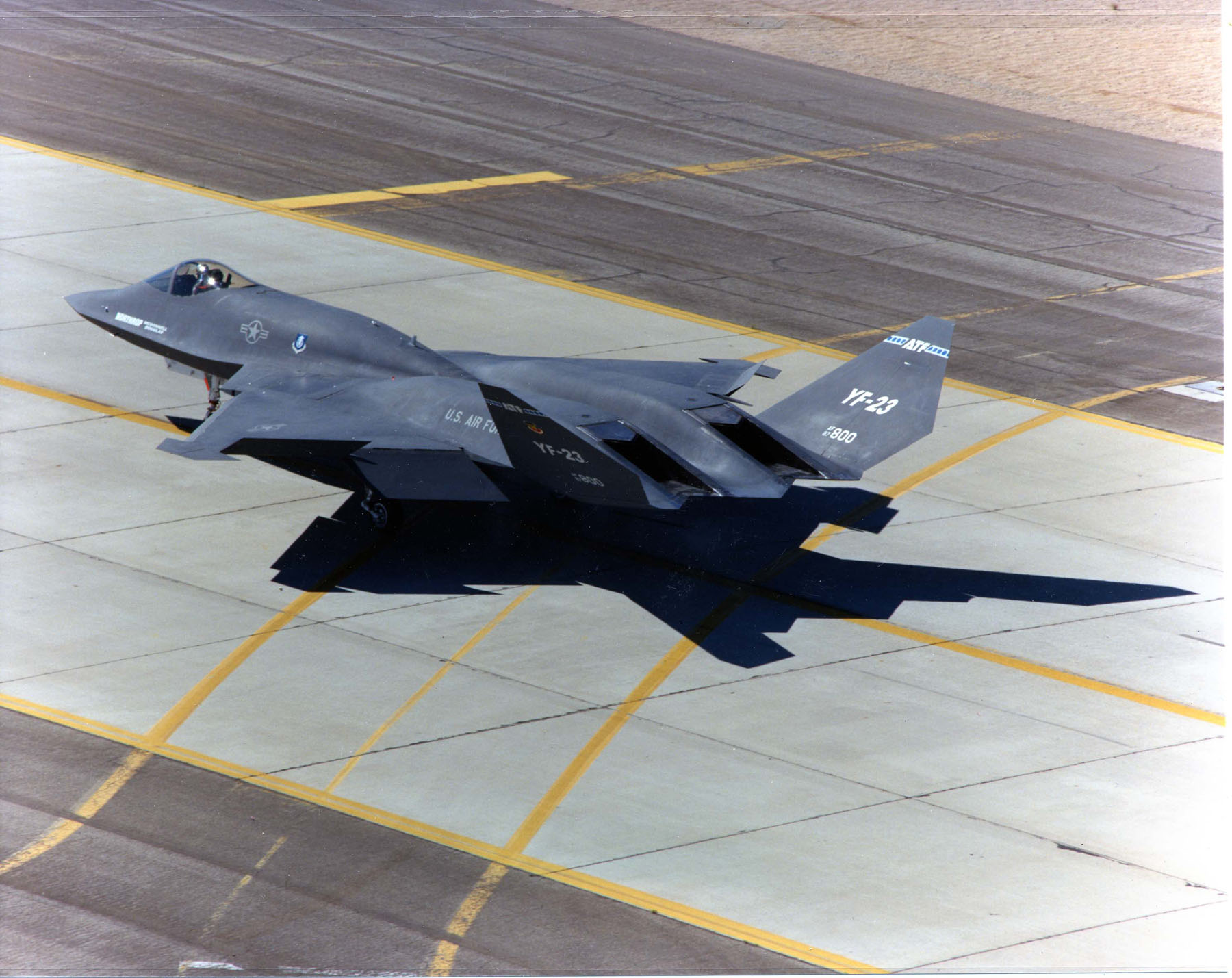
Northrop-McDonnell Douglas YF-23 на рулежной дорожке
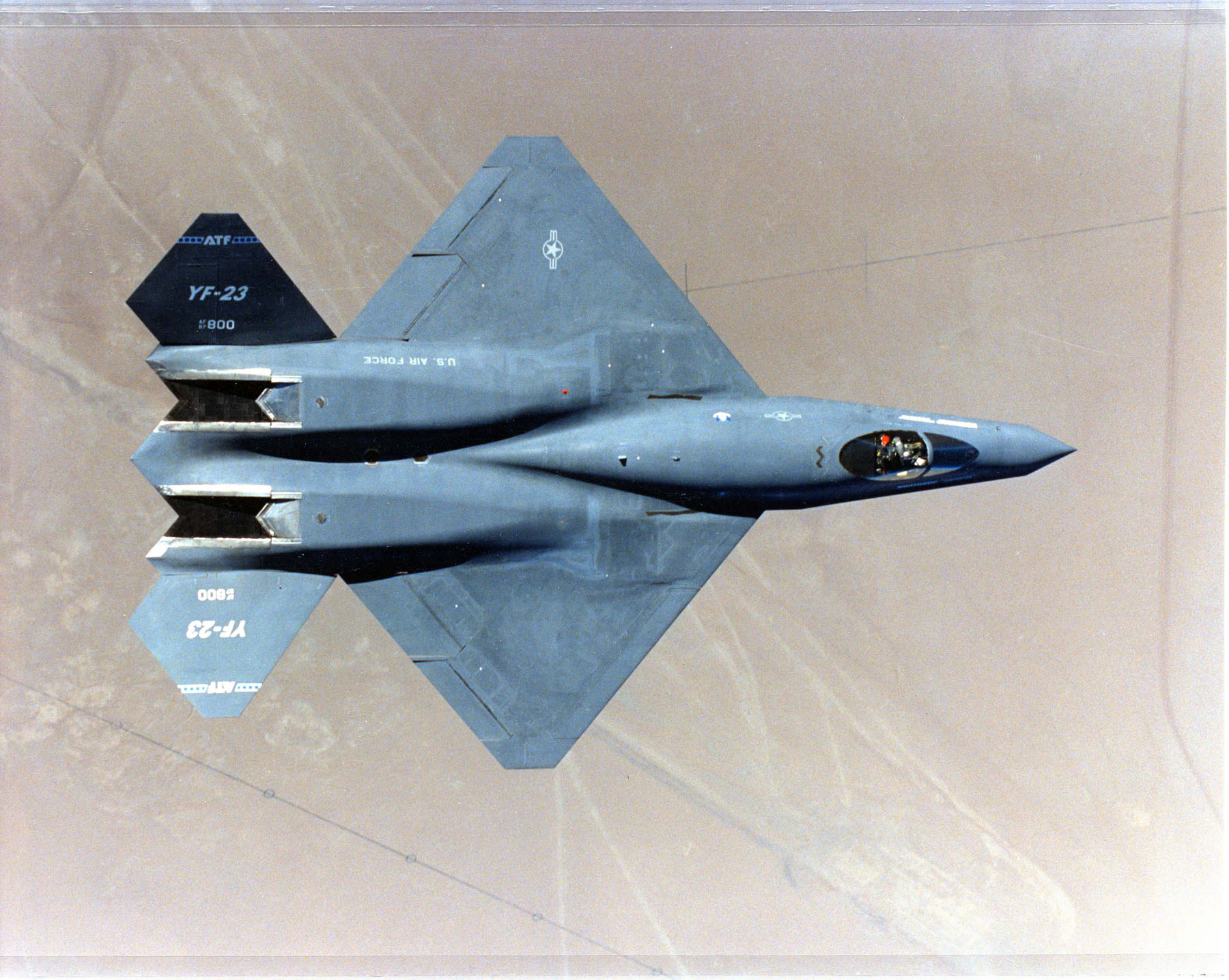
YF-23 во время испытательного полёта, вид сверху.